# Jan Václav Popel z Lobkowicz
Jan Václav Popel z Lobkowicz (28. února 1561 – 16. prosince 1608) byl český šlechtic, příslušník duchcovské větve rodu Lobkoviců. Byl císařským radou a hejtmanem Starého Města pražského.

## Původ a život
Narodil se jako syn Václava Popela z Lobkowicz na Duchcově († 31. prosince 1574), pozdějšího hejtmana Litoměřického kraje (1562), který se 9. února 1545 oženil s Benignou (Bonuší, Bonou) z Weitmile. Jeho staršími bratry byli prezident rady nad apelacemi Jiří mladší Popel z Lobkowicz (1556–1590) a Adam Havel Popel z Lobkowicz (1557–1605) a jeho mladším bratrem hejtman Prácheňského kraje, český místodržící a v letech 1591–1619 český velkopřevor řádu maltézských rytířů Matouš Děpolt Popel z Lobkowicz (1564–1619).
Byl císařským radou a v letech 1590–1608 hejtmanem Starého Města pražského.
Pohřben byl 23. března 1609 na Pražském hradě.

## Majetek
Vlastnil Duchcov, Jiřetín a Litvínov.

## Rodina
Oženil se dvakrát. Poprvé 10. února 1586 s Johanou Dašickou z Barchova (asi 1560–1592), dcerou Jana mladšího Dašického z Barchova a Marie Anny Vosovské z Adlaru. Z tohoto manželství se narodily dvě děti:
- 1. Marie Benigna († 1. 12. 1634, pochována v kostele Panny Marie Sněžné v Praze)
  - ∞ Bedřich z Talmberka († 13. 10. 1643, pochován v pražské Loretě)
- 2. Václav († 22. 12. 1608 cestou do Říma)

Manželka Johana vlastnila Veltruby a Běrunice. Pro ni to byl už třetí sňatek. Poprvé se provdala za Jaroslava Bořitu z Martinic († 1582) a podruhé v roce 1583 za Albrechta z Leskovce († 1584).
Podruhé se Jan Václav oženil 11. června 1600 s Beatrix Eleonorou Zilvárovou z Pilníkova (29. 1. 1555 – 20. 6. 1609, pohřbena ve Vlčicích), dcerou Kryštofa Zilvára z Pilníkova na Žirži a Smidarech (1504–1579) a Sabiny z Vřesovic († 1581) nebo snad Eleonory z Gendorfu. Toto manželství zůstalo bezdětné.
Druhá manželka Beatrix držela Vlčice a Smidary. Také pro ni to byl už třetí sňatek. Poprvé se provdala v roce 1571 za Václava Sádovského ze Sloupna († 1586) a podruhé v roce 1587 za Bohuslava Křineckého z Ronova († 1598).